# MTV 80s
MTV 80s é um canal de televisão por assinatura operado pela Paramount International Networks que apresenta videoclipes da década de 1980.

## História

### Antes do lançamento
Em 30 de novembro de 2004, a VH1 Classic Europe apresentou So 80s, um programa com videoclipes dos anos 1980. Em dezembro de 2005, o VH1 Classic Europe apresentou programas temáticos com videoclipes dos anos 1980.

### Lançamento
De 28 de fevereiro a 31 de março de 2020, a MTV 80s foi transmitida em modo de teste, substituindo a MTV Classic UK. De abril de 2020 a outubro de 2020, o VH1 Classic Europe transmitiu um bloco de programação da MTV 80s da meia-noite ao meio-dia.
Em 5 de outubro de 2020 a partir das 05:00 CET, substituiu o VH1 Classic Europe. O último videoclipe a ser transmitido no VH1 Classic Europe foi Born to Run, de Bruce Springsteen. O primeiro videoclipe a ser transmitido no canal MTV 80s foi Never Let Me Down Again da banda Depeche Mode.
Desde 6 de julho de 2020, a MTV 80s transmite na Nova Zelândia 24 horas por dia, substituindo a MTV Classic Australia. Em 5 de outubro de 2020, a MTV 80s expandiu sua área de transmissão para a América Latina e Caribe substituindo o feed europeu do VH1 Classic. Em 1 de março de 2021, a MTV 80s expandiu sua área de transmissão para o Oriente Médio e Norte da África por meio da rede beIN.

## Canais regionais

### Reino Unido e Irlanda
No dia 31 de março de 2022, a versão local do MTV 80s foi lançado no Reino Unido e Irlanda substituindo o MTV Classic permanentemente como parte da reestrutura do Paramount Networks UK & Australia.

## Formato
Desde seu lançamento, a MTV 80s tem transmitindo playlists temáticas sem anúncios ou publicidade comercial. A MTV 80s usa o mesmo equipamento que o antigo VH1 Classic tinha. É o único canal da MTV que transmite no formato 4:3.

## Programação
- 80s Legends!
- 80s Pop Anthems!
- 80s Power Ballad Heaven!
- ...So 80s!
- Electric 80s!
- Forever 80s!
- Gold! Greatest Hits Of The 80s
- Greatest 80s Rock: Play it Loud!
- I Want My MTV 80s!
- MTV 80s Top 50
- Non-Stop 80s Hits!
- Pump Up The 80s Party!
- Super 80s Pop Hits!
- The Power of 80s Love!
- Who's That 80s Girl?
- Wild Boys Of The 80s!
- 40 MTV 80s
- MTV's Sounds Of (1980-1989)

### Top 50
- 80s Classics That Made MTV!
- at the Movies!
- Best 80s Debuts!
- Boys vs Girls of the 80s!
- Feelgood 80s Anthems!
- Global No. 1s of the 80s!
- Greatest Voices of the 80s!
- Lessons in 80s Love!
- No Solo: Only 80s Groups!
- Super 80s Pops Hits!
- Unforgettable 80s Music Videos!

### Ano novo
- Happy New Year From MTV 80s!
- Pump Up The New Year Party!